# Jarosława Mahuczich
Jarosława Ołeksijiwna Mahuczich (ukr. Ярослава Олексіївна Магучіх; ur. 19 września 2001 w Dniepropetrowsku) – ukraińska lekkoatletka specjalizująca się w skoku wzwyż.
W 2017 została mistrzynią świata juniorów młodszych w Nairobi, natomiast rok później podczas europejskiego odpowiednika tych zawodów również wywalczyła złoty medal. W tym samym roku była mistrzynią rozgrywanych w Buenos Aires igrzysk olimpijskich młodzieży. Wicemistrzyni świata z Dohy (2019). W 2021 zdobyła złoto halowych mistrzostw Europy w Toruniu oraz stanęła na najniższym stopniu podium igrzysk olimpijskich w Tokio. Rok później zdobyła w Eugene swój drugi srebrny medal mistrzostw świata. Zwyciężyła w mistrzostwach Europy w 2022 w Monachium i halowych mistrzostwach Europy w 2023 w Stambule. Ponadto w tym samym roku sięgnęła po złoty medal światowego czempionatu. Halowa wicemistrzyni świata (2024). W tym samym roku pobiła blisko 37-letni rekord świata Stefki Kostadinowej – podczas mityngu Diamentowej Ligi w Paryżu skoczyła 2,10. Miesiąc później w Paryżu została mistrzynią olimpijską. W 2025 po raz trzeci została halową mistrzynią Starego Kontynentu oraz zdobyła brązowy medal halowego czempionatu globu.
Rekordy życiowe: stadion – 2,10 (7 lipca 2024, Paryż) rekord świata; hala – 2,06 (2 lutego 2021, Bańska Bystrzyca) rekord Ukrainy, 3. wynik w historii światowej lekkoatletyki.
30 września 2019 roku w Dosze rezultatem 2,04 ustanowiła obowiązujący rekord świata juniorów, natomiast 31 stycznia 2020 roku w Karlsruhe z wynikiem 2,02 m ustanowiła aktualny halowy rekord świata juniorów.

## Osiągnięcia
| Rok  | Impreza                                  | Miejsce      | Lokata     | Wynik       |
| ---- | ---------------------------------------- | ------------ | ---------- | ----------- |
| 2017 | Mistrzostwa świata juniorów młodszych    | Nairobi      | 1. miejsce | 1,92        |
| 2017 | Olimpijski festiwal młodzieży Europy     | Győr         | 1. miejsce | 1,92        |
| 2018 | Mistrzostwa Europy juniorów młodszych    | Győr         | 1. miejsce | 1,94        |
| 2018 | Igrzyska olimpijskie młodzieży           | Buenos Aires | 1. miejsce | 1,92 + 1,95 |
| 2019 | Mistrzostwa Europy juniorów              | Borås        | 1. miejsce | 1,92        |
| 2019 | Mistrzostwa świata                       | Doha         | 2. miejsce | 2,04        |
| 2021 | Halowe mistrzostwa Europy                | Toruń        | 1. miejsce | 2,00        |
| 2021 | Młodzieżowe mistrzostwa Europy           | Tallinn      | 1. miejsce | 2,00        |
| 2021 | Igrzyska olimpijskie                     | Tokio        | 3. miejsce | 2,00        |
| 2022 | Halowe mistrzostwa świata                | Belgrad      | 1. miejsce | 2,02        |
| 2022 | Mistrzostwa świata                       | Eugene       | 2. miejsce | 2,02        |
| 2022 | Mistrzostwa Europy                       | Monachium    | 1. miejsce | 1,95        |
| 2023 | Halowe mistrzostwa Europy                | Stambuł      | 1. miejsce | 1,98        |
| 2023 | II dywizja drużynowych mistrzostw Europy | Chorzów      | 1. miejsce | 1,97        |
| 2023 | Mistrzostwa świata                       | Budapeszt    | 1. miejsce | 2,01        |
| 2024 | Halowe mistrzostwa świata                | Glasgow      | 2. miejsce | 1,97        |
| 2024 | Mistrzostwa Europy                       | Rzym         | 1. miejsce | 2,01        |
| 2024 | Igrzyska olimpijskie                     | Paryż        | 1. miejsce | 2,00        |
| 2025 | Halowe mistrzostwa Europy                | Apeldoorn    | 1. miejsce | 1,99        |
| 2025 | Halowe mistrzostwa świata                | Nankin       | 3. miejsce | 1,95        |
| 2025 | I dywizja drużynowych mistrzostw Europy  | Madryt       | 1. miejsce | 2,00        |

## Odznaczenia
- Order Księżnej Olgi I klasy (2024)[5]
- Order Księżnej Olgi III klasy